# Eldridge Cleaver (film, 1970)
Pour l’article homonyme, voir Eldridge Cleaver.
Pour plus de détails, voir Fiche technique et Distribution.
Eldridge Cleaver (titre américain : Eldridge Cleaver, Black Panther) est un film documentaire franco-algérien réalisé par William Klein en 1969 et sorti l'année suivante.

## Synopsis
Dans ce film documentaire, le militant des Black Panthers Eldridge Cleaver s’exprime depuis son exil en Algérie, exil provoqué par une accusation de tentative de meurtre en Californie. Le très didactique Eldridge parle ouvertement de la révolution aux États-Unis et établit une liste de ses plus grands rivaux politiques. Les noms de Nixon, Agnew, McClelland apparaissent au même niveau que ceux de Ronald Reagan et Richard Daley. Tous sont considérés comme des cibles pour de nombreux groupes révolutionnaires aux États-Unis’.

## Fiche technique
- Réalisation : William Klein
- Production : O.N.C.I.C.
- Scénario : William Klein
- Image : William Klein

## Réactions
La formation plénière de la Commission de contrôle des films cinématographiques propose le 22 octobre 1970 l'interdiction totale: « Ce film se présente, pour l’essentiel, comme une longue interview d’Eldridge Cleaver, leader des Panthères noires. Il présente un double aspect : les déclarations d’Eldridge Cleaver constituent une apologie permanente d’actions violentes, telles que meurtres, incendies, recours aux armes, etc. La commission a considéré qu’il y avait là une incitation directe à des actes criminels, condamnés par la loi pénale française, et que, de ce fait, le film constituerait par lui-même une atteinte grave à l’ordre public, tel que l’entend ordinairement la commission. D’autre part, le film contient un certain nombre d’offenses à des chefs d’États étrangers et, au moins, une incitation au meurtre (ou une menace de meurtre) contre une personne nominativement désignée »; le ministre accorde finalement un visa d'exploitation à la suite de protestations.

## Liens
- Fiche - Festival de cinéma africain de Cordoue-FCAT (CC BY-SA)
- Ressources relatives à l'audiovisuel :   - Africultures
  - AllMovie
  - Ciné-Ressources
  - Cinémathèque québécoise
  - Film-documentaire.fr
  - Filmweb.pl
  - IMDb
  - OFDb
  - Rotten Tomatoes
  - The Movie Database